# .pk
.pk – domena internetowa przypisana od roku 1992 do Pakistanu i administrowana przez PKNIC.

## Domeny drugiego poziomu
- com.pk – dostępne dla każdego, wykorzystywane przez firmy, osoby prywatne i organizacje w Pakistanie
- net.pk – dla firm związanych z siecią i dostawców usług internetowych
- edu.pk – dla instytucji edukacyjnych
- org.pk – dla organizacji non-profit
- fam.pk – dla osób fizycznych
- biz.pk – do celów biznesowych
- web.pk – pierwotnie na stronach internetowych
- gov.pk – dla rządu Pakistanu
- gok.pk – dla rządu Azad Dżammu i Kaszmiru
- gob.pk – dla rządu Beludżystanu
- gkp.pk – dla rządu Chajber Pasztunchwy
- gop.pk – na rządu Pendżab
- gos.pk – dla rządu Sindhu
- gog.pk – dla rządu Gilgit-Baltistanu